# Rezolucje Rady Bezpieczeństwa ONZ z roku 1988
Stałe miejsca w Radzie Bezpieczeństwa ONZ posiadają:
- ChRL
- Francja
- ZSRR
- Stany Zjednoczone
- Wielka Brytania

W roku 1988 członkami niestałymi Rady były:
- Kongo
- Ghana
- Zambia
- Zjednoczone Emiraty Arabskie
- Japonia
- Wenezuela
- Argentyna
- RFN
- Włochy
- Bułgaria

## Rezolucje
Rezolucje Rady Bezpieczeństwa ONZ przyjęte w roku 1988:
- 607 (w sprawie terytoriów okupowanych przez Izrael)
- 608 (w sprawie terytoriów okupowanych przez Izrael)
- 609 (w sprawie Izraela i Libanu)
- 610 (w sprawie RPA)
- 611 (w sprawie Izraela i Tunezji)
- 612 (w sprawie Iraku i Iranu)
- 613 (w sprawie Izraela i Syrii)
- 614 (w sprawie Cypru)
- 615 (w sprawie RPA)
- 616 (w sprawie USA i Iranu)
- 617 (w sprawie Izraela i Libanu)
- 618 (w sprawie porwania ppłk Williama R. Higginsa w Libanie)
- 619 (w sprawie Iraku i Iranu)
- 620 (w sprawie Iraku i Iranu)
- 621 (w sprawie Sahary Zachodniej)
- 622 (w sprawie Afganistanu i Pakistanu)
- 623 (w sprawie RPA)
- 624 (w sprawie Izraela i Syrii)
- 625 (w sprawie Cypru)
- 626 (w sprawie Angoli)